# Puchenau
Puchenau là một đô thị thuộc huyện Urfahr-Umgebung thuộc bang Oberösterreich, Áo. Đô thị Puchenau có diện tích 8,18 km², dân số thời điểm năm 2006 là 4535 người. Cho đến năm 1893, đô thị này vẫn thuộc Ottensheim.